# 忻州直隸州

忻州在山西省的位置（1820年）

忻州直隸州，清代山西省的直隸州。评价：衝，繁。
明朝时，忻州為太原府屬州。雍正二年（1724年）升，仍領定襄縣，割太原府之靜樂縣來隸。領縣二：定襄縣、靜樂縣。民国初年，全国废府州厅改县，改为忻县。